# 総武線・京葉線接続新線
総武線・京葉線接続新線（そうぶせん・けいようせんせつぞくしんせん）とは、東日本旅客鉄道（JR東日本）の総武線と京葉線を接続する新線計画の仮称である。

## 計画
京葉線新木場駅から新浦安駅までを複々線化し、同駅から総武線船橋駅を経て津田沼駅に至る計画である。2000年（平成12年）の運輸政策審議会答申第18号では、2015年（平成27年）度までの整備着手が適当とされているが、2020年現在もなお未着手である。

## 整備による効果
- 総武快速線・総武緩行線の混雑緩和。
- 京葉線の中央線方面延伸区間への直通による新宿・三鷹以西の各駅と、総武線各駅相互間の所要時間短縮。